# Lepisma saccharina
Lepisma saccharina, още наричано люспеница или сребърна рибка, е животно от клас Насекоми с продълговата форма, сребрист цвят и антени, дълги колкото тялото му.

## Описание
Този и сродните видове нямат крила. Дължината му е средно от 7 до 12 мм. Гръдната част е по-разширена, а от коремната част надолу се стеснява. В края има три четиновидни израстъка – два странични церкуса и филум терминале. Обитава тъмни и влажни места. Храни се с въглехидрати, хартия, текстил. Домашен вредител.